# Tjuvkil
Tjuvkil est une localité de Suède située dans la commune de Kungälv du comté de Västra Götaland. Elle couvre une superficie de 0,89 km2. En 2010, elle compte 501 habitants.